# Diocesi di Springfield in Illinois
La diocesi di Springfield in Illinois (in latino: Dioecesis Campifontis in Illinois) è una sede della Chiesa cattolica negli Stati Uniti d'America suffraganea dell'arcidiocesi di Chicago. Nel 2022 contava 123.950 battezzati su 1.107.081 abitanti. È retta dal vescovo Thomas John Joseph Paprocki.

## Territorio
La diocesi comprende 29 contee nella parte centrale dello stato americano dell'Illinois: Adams, Bond, Brown, Calhoun, Cass, Christian, Clark, Coles, Crawford, Cumberland, Douglas, Edgar, Effingham, Fayette, Greene, Jasper, Jersey, Macon, Macoupin, Madison, Menard, Montgomery, Morgan, Moultrie, Pike, Sangamon, Scott e Shelby.
Sede vescovile è la città di Springfield, dove si trova la cattedrale dell'Immacolata Concezione (Cathedral of the Immaculate Conception). A Alton sorge l'ex cattedrale dei Santi Pietro e Paolo ("The Old Cathedral" Saint Peter and Paul Church).
Il territorio si estende su 39.210 km² ed è suddiviso in 129 parrocchie, raggruppate in sette decanati: Alton, Decatur, Effingham, Jacksonville, Litchfield, Quincy e Springfield.

## Storia
La diocesi di Quincy fu eretta il 29 luglio 1853 con il breve In suprema militantis di papa Pio IX, ricavandone il territorio dalla diocesi di Chicago; la nuova diocesi fu resa suffraganea dell'arcidiocesi di Saint Louis. In origine comprendeva la parte centro meridionale dell'Illinois. Joseph Melcher, vicario generale dell'arcidiocesi di Saint Louis, fu nominato primo vescovo della nuova sede; ma questi non accettò la nomina e la sede rimase vacante.
Il 9 gennaio 1857 fu deciso il trasferimento della sede vescovile da Quincy ad Alton con il breve Jam alias Nos di Pio IX, città posta in una regione con una presenza cattolica molto più numerosa rispetto a Quincy; e contestualmente la diocesi assunse il nome di diocesi di Alton.
In questa occasione fu nominato il primo vescovo, originario della Lorena in Francia, Henry Damian Juncker, che era parroco nell'Ohio. La sua prima preoccupazione fu di intraprendere una visita pastorale della diocesi, che contava all'epoca cinquantotto chiese, trenta missioni e ventotto preti. Alla sua attività si deve la fondazione del seminario e l'apertura di diverse comunità religiose. A Juncker succedette Peter Joseph Baltes, di origini tedesche, il quale, in ottemperanza alle decisioni del sinodo di Baltimora, dotò tutte le parrocchie con un numero sufficiente di bambini di scuole parrocchiali, costruite in mattoni, per evitare eventuali distruzioni causate da incendi.
Alla sua morte la diocesi rimase vacante per due anni, durante i quali fu governata dal vicario John Janssen. In questo periodo di vacanza della sede, per l'incremento della popolazione cattolica dello Stato, fu decisa la divisione della diocesi di Alton in due; la parte meridionale fu eretta a diocesi, il 7 gennaio 1887, con il nome di diocesi di Belleville. John Janssen divenne il primo vescovo della nuova diocesi.
Nel 1888 fu nominato il terzo vescovo di Alton, l'irlandese James Ryan, che nel 1889 convocò il primo sinodo diocesano, che decise l'adeguamento dei regolamenti diocesani alle normative stabilite dai concili generali di Baltimora, la costruzione di nuove chiese e nuove scuole parrocchiali e una normativa per il comportamento dei sacerdoti. Durante il lungo episcopato di Ryan l'Illinois accolse un alto numero di immigrati provenienti dall'Europa, la maggioranza dei quali era di fede cattolica. Essi si concentrarono nella parte centrale della diocesi, in cui fino a quel momento era stata molto scarsa la presenza cattolica. Ryan fu il primo a stabilire una pastorale attenta alle diverse culture e delle diverse lingue parlate dai suoi fedeli.
Proprio questi cambiamenti e l'aumento della popolazione cattolica distribuita più uniformemente su tutto il territorio diocesano determinarono la Santa Sede a spostare ancora una volta, il 26 ottobre 1923, la sede episcopale da Alton a Springfield, capitale dell'Illinois, in posizione più centrale; contestualmente la diocesi assunse il nome attuale. Nello stesso anno fu nominato il nuovo vescovo, James Aloysius Griffin, il primo nato in territorio statunitense; a lui si deve la costruzione della nuova cattedrale, inaugurata il 14 ottobre 1928.
Nel 1995 le antiche sedi di Quincy e di Alton sono diventate sedi vescovili titolari.

## Cronotassi dei vescovi
Si omettono i periodi di sede vacante non superiori ai 2 anni o non storicamente accertati.
- Sede vacante (1853-1857)

- Henry Damian Juncker † (9 gennaio 1857 - 2 ottobre 1868 deceduto)
- Peter Joseph Baltes † (24 settembre 1869 - 15 febbraio 1886 deceduto)
- James Ryan † (24 febbraio 1888 - 2 luglio 1923 deceduto)
- James Aloysius Griffin † (10 novembre 1923 - 5 agosto 1948 deceduto)
- William Aloysius O'Connor † (17 dicembre 1948 - 22 luglio 1975 dimesso)
- Joseph Alphonse McNicholas † (22 luglio 1975 - 17 aprile 1983 deceduto)
- Daniel Leo Ryan † (22 novembre 1983 - 19 ottobre 1999 dimesso)
- George Joseph Lucas (19 ottobre 1999 - 3 giugno 2009 nominato arcivescovo di Omaha)
- Thomas John Joseph Paprocki, dal 20 aprile 2010

## Statistiche
La diocesi nel 2022 su una popolazione di 1.107.081 persone contava 123.950 battezzati, corrispondenti all'11,2% del totale.
| anno | popolazione | popolazione | popolazione | presbiteri | presbiteri | presbiteri | presbiteri                | diaconi | religiosi | religiosi | parrocchie |
| anno | battezzati  | totale      | %           | numero     | secolari   | regolari   | battezzati per presbitero | diaconi | uomini    | donne     | parrocchie |
| ---- | ----------- | ----------- | ----------- | ---------- | ---------- | ---------- | ------------------------- | ------- | --------- | --------- | ---------- |
| 1950 | 110.303     | 934.975     | 11,8        | 352        | 228        | 124        | 313                       |         | 198       | 1.145     | 176        |
| 1966 | 176.949     | 1.043.224   | 17,0        | 373        | 242        | 131        | 474                       |         | 216       | 1.236     | 183        |
| 1970 | 187.249     | 1.043.224   | 17,9        | 292        | 198        | 94         | 641                       |         | 155       | 1.082     | 144        |
| 1976 | 182.758     | 1.091.191   | 16,7        | 252        | 165        | 87         | 725                       |         | 133       | 984       | 181        |
| 1980 | 184.023     | 1.123.000   | 16,4        | 260        | 168        | 92         | 707                       |         | 156       | 988       | 180        |
| 1990 | 178.108     | 1.224.000   | 14,6        | 222        | 146        | 76         | 802                       |         | 104       | 824       | 172        |
| 1999 | 163.713     | 1.106.124   | 14,8        | 207        | 145        | 62         | 790                       | 2       | 19        | 700       | 165        |
| 2000 | 169.769     | 1.129.814   | 15,0        | 198        | 132        | 66         | 857                       | 2       | 101       | 611       | 164        |
| 2001 | 175.474     | 1.142.630   | 15,4        | 169        | 107        | 62         | 1.038                     | 4       | 117       | 830       | 164        |
| 2002 | 169.735     | 1.142.630   | 14,9        | 171        | 108        | 63         | 992                       | 7       | 110       | 503       | 162        |
| 2003 | 177.973     | 1.142.630   | 15,6        | 185        | 129        | 56         | 962                       | 4       | 99        | 666       | 160        |
| 2004 | 161.325     | 1.106.124   | 14,6        | 178        | 119        | 59         | 906                       | 5       | 90        | 563       | 156        |
| 2009 | 164.000     | 1.176.000   | 13,9        | 157        | 105        | 52         | 1.044                     | 23      | 94        | 567       | 131        |
| 2010 | 165.548     | 1.187.100   | 13,9        | 157        | 104        | 53         | 1.054                     | 36      | 95        | 525       | 131        |
| 2014 | 170.600     | 1.223.000   | 13,9        | 154        | 109        | 45         | 1.107                     | 44      | 58        | 609       | 130        |
| 2017 | 134.173     | 1.150.549   | 11,7        | 147        | 105        | 42         | 912                       | 58      | 58        | 544       | 127        |
| 2020 | 127.241     | 1.145.660   | 11,1        | 128        | 94         | 34         | 994                       | 55      | 188       | 399       | 129        |
| 2022 | 123.950     | 1.107.081   | 11,2        | 140        | 111        | 29         | 885                       | 66      | 49        | 392       | 129        |